# Geronimo Goeloe
Geronimo Goeloe (ur. 18 listopada 1981 w Willemstad) – lekkoatleta z Antyli Holenderskich, sprinter, olimpijczyk z Aten, od 2010 reprezentujący Arubę.
W roku 2004 startował w biegu na 200 metrów podczas igrzysk w Atenach odpadając w eliminacjach. Rok później, podczas Mistrzostw Ameryki Południowej w Lekkoatletyce, zdobył brązowy medal w biegu na 200 m oraz wraz z partnerami ze sztafety 4 x 100 metrów wywalczył srebro mistrzostw Ameryki Środkowej i Karaibów oraz zajął szóstą lokatę na mistrzostwach świata w Helsinkach. W 2007 bez większych sukcesów startował w uniwersjadzie. W 2008 został przyłapany na stosowaniu nielegalnego dopingu i otrzymał karę dyskwalifikacji od 28 maja 2008 do 27 maja 2010. 
Rekordy życiowe: bieg na 100 metrów – 10,27 (12 kwietnia 2008, El Paso); bieg na 200 metrów – 20,73 (29 maja 2004, Saint George’s). W 2012 ustanowił rekord Aruby w biegu na 100 metrów (10,42).